# Ellen Suzanne Howell
Ellen Suzanne Howell, née le 3 mai 1961, est une astronome américaine.
Le Centre des planètes mineures la crédite de la découverte de l'astéroïde (3598) Saucier effectuée le 18 mai 1977.
Elle a par ailleurs découvert la comète périodique 88P/Howell.
Sur certaines de ses publications scientifiques, elle est référencée sous le nom d'Ellen Bus du nom de son mari et collègue astronome Schelte J. Bus.
L'astéroïde (2735) Ellen a été nommé en son honneur.